# NGC 4759B
NGC 4759B (NGC 4778) je spiralna galaktika u zviježđu Djevici. Naknadno je utvrđeno da je NGC 4778 ista galaktika.

## Vanjske poveznice
- (engl.) SEDS: NGC 4759
- (engl.) Revidirani Novi opći katalog
- (engl.) Izvangalaktička baza podataka NASA-e i IPAC-a
- (engl.) Astronomska baza podataka SIMBAD
- (engl.) VizieR